# The County Fair
Pour plus de détails, voir Fiche technique et Distribution.
The County Fair est un film muet américain de Maurice Tourneur, sorti en 1920.

## Synopsis
Le banquier Solon Hammerhead menace Abigail Prue de saisir sa ferme dans le Massachusetts si elle rejette sa proposition de mariage. Pour sauver la ferme, Sally Greenway, la fille adoptive d'Abigail, veut sacrifier son amour pour Joel Bartlett en se mariant avec Bruce, le fils du banquier. Une nuit, Tim Vail, un jockey sur le retour, entre dans la ferme dans l'intention d'y voler de la nourriture ; Abigail, prise de pitié, lui offre un travail. Bientôt Tim se rend compte que "Cold Molasses", le cheval d'Abigail, est un vrai cheval de course et l'engage dans la course qui doit avoir lieu lors de la foire du comté. Pour éliminer Cold Molasses, qui menace les chances de leur propre cheval "Lightning", les Hammerhead mettent le feu à la grange d'Abigail, mais Tim arrive à temps. Lightning gagne la course, mais Cold Molasses est déclaré vainqueur après que Joel révèle que la selle de Lightning est équipée d'un dispositif interdit. Le prix de trois mille dollars sauve la ferme, permet à Sally de se marier avec Joel, et pousse Otis Tucker, un soupirant timide, à proposer le mariage à Abigail.

## Fiche technique
- Titre original : The County Fair
- Réalisation : Maurice Tourneur
- Scénario : J. Grubb Alexander (en), d'après la pièce The County Fair de Charles Barnard[1] et/ou Neil Burgess[2]
- Photographie : Charles Van Enger, René Guissart
- Production : Maurice Tourneur
- Société de production : Maurice Tourneur Productions
- Société de distribution : Guy Croswell Smith
- Pays de production :  États-Unis
- Langue originale : anglais
- Format : noir et blanc — 35 mm — 1,37:1 — Muet
- Genre : drame
- Durée : 50 minutes
- Date de sortie : 
  - États-Unis : 6 septembre 1920
- Licence : domaine public

## Distribution
- Helen Jerome Eddy : Sally Greenway
- David Butler : Joel Bartlett
- Edythe Chapman : tante Abigail Prue
- William V. Mong : Solon Hammerhead
- Arthur Housman : Bruce Hammerhead
- John Steppling : Otis Tucker
- Charles Barton : Tim Vail
- Wesley Barry : Tommy Perkins